# Campeonato Mundial de Atletismo em Pista Coberta de 2024 - Salto em distância feminino
A prova do salto em distância feminino do Campeonato Mundial de Atletismo em Pista Coberta de 2024 ocorreu no dia 3 de março na Arena Commonwealth, em Glasgow, no Reino Unido.

## Recordes
Antes desta competição, os recordes mundiais e do campeonato nesta prova eram os seguintes:
|                       | Nome            | Nacionalidade     | Distância | Local    | Data                    |
| --------------------- | --------------- | ----------------- | --------- | -------- | ----------------------- |
| Recorde mundial       | Heike Drechsler | Alemanha Oriental | 7m 37cm   | Viena    | 13 de fevereiro de 1988 |
| Recorde do campeonato | Brittney Reese  | Estados Unidos    | 7m 23cm   | Istambul | 11 de março de 2012     |

## Medalhistas
| Ouro                      | Prata                | Bronze             |
| Tara Davis-Woodhall (USA) | Monae' Nichols (USA) | Fátima Diame (ESP) |

## Cronograma
Todos os horários são locais (UTC+0).
| Data       | Hora  | Evento |
| ---------- | ----- | ------ |
| 3 de março | 19:15 | Final  |

## Resultado final
A final ocorreu dia 3 de Março às 19:15.
| Posição           | Atleta                | Nacionalidade  | #1   | #2   | #3   | #4   | #5   | #6   | Resultados | Notas                |
| ----------------- | --------------------- | -------------- | ---- | ---- | ---- | ---- | ---- | ---- | ---------- | -------------------- |
| Medalha de ouro   | Tara Davis-Woodhall   | Estados Unidos | 6.73 | 6.79 | 6.93 | 7.07 | 6.88 | 7.03 | 7.07       |                      |
| Medalha de prata  | Monae' Nichols        | Estados Unidos | 6.75 | x    | 6.83 | 6.85 | 6.68 | x    | 6.85       | Recorde da temporada |
| Medalha de bronze | Fátima Diame          | Espanha        | 6.47 | x    | 6.40 | 6.51 | 6.78 | x    | 6.78       | Recorde da temporada |
| 4                 | Mikaelle Assani       | Alemanha       | 6.67 | 6.66 | 6.68 | 6.57 | 6.77 | 6.44 | 6.77       |                      |
| 5                 | Annik Kälin           | Suíça          | x    | 6.62 | 6.67 | 6.73 | 6.75 | 6.68 | 6.75       |                      |
| 6                 | Milica Gardašević     | Sérvia         | 6.47 | x    | 6.56 | 6.74 | 6.59 | x    | 6.74       | Recorde da temporada |
| 7                 | Larissa Iapichino     | Itália         | 6.51 | x    | 6.65 | 6.67 | 6.69 | 6.44 | 6.69       |                      |
| 8                 | Alina Rotaru-Kottmann | Roménia        | 6.46 | 6.33 | x    | 6.43 | x    | 6.45 | 6.46       |                      |
| 9                 | Sumire Hata           | Japão          | 6.43 | x    | 6.39 |      |      |      | 6.43       | Recorde da temporada |
| 10                | Tissanna Hickling     | Jamaica        | 6.43 | x    | 6.14 |      |      |      | 6.43       | Recorde da temporada |
| 11                | Diana Lesti           | Hungria        | x    | 6.35 | 6.09 |      |      |      | 6.35       |                      |
| 12                | Natalia Linares       | Colômbia       | 6.29 | 6.33 | 5.82 |      |      |      | 6.33       | Recorde da temporada |
| 13                | Petra Bánhidi-Farkas  | Hungria        | 6.30 | 6.17 | 6.20 |      |      |      | 6.30       |                      |
| 14                | Eliane Martins        | Brasil         | 6.29 | 6.00 | 6.08 |      |      |      | 6.29       |                      |
| 15                | Lissandra Campos      | Brasil         | x    | x    | 6.15 |      |      |      | 6.15       |                      |

Legenda
| Recorde mundial       | Recorde mundial (World record)               |                       | Recorde africano                      | Recorde africano (African) |                                           | Q | Classificado por posição (Qualified) |
| Recorde do campeonato | Recorde do campeonato (Championship record)  | Recorde da América    | Recorde da América (Americas)         | q                          | Classificado por melhor tempo (Qualified) |   |                                      |
| Melhor marca do ano   | Melhor marca do ano (World leading)          | Recorde asiático      | Recorde asiático (Asian)              | DNS                        | Não largou (Did not start)                |   |                                      |
| Recorde nacional      | Recorde nacional (National record)           | Recorde europeu       | Recorde europeu (European)            | DNF                        | Não terminou (Did not finish)             |   |                                      |
| Recorde pessoal       | Recorde pessoal do atleta (Personal best)    | Recorde da Oceania    | Recorde da Oceania (Oceania)          | DSQ / DQ                   | Desclassificado (Disqualified)            |   |                                      |
| Recorde da temporada  | Recorde da temporada do atleta (Season best) | Recorde sul-americano | Recorde sul-americano (South America) | NM                         | Sem marca (No mark)                       |   |                                      |